# Asgrim Kettilsson
Asgrim (eller Åsgrim) Kettilsson (Ásgrímr Ketilsson) var en isländsk furstelovskald verksam under 1100-talets senare hälft. Han stammade från Fljót i Skagafjorden på norra Island, där hans bror ägde godord. Enligt Skáldatal diktade han ett kväde om den norske kung Sverre, och bör då rimligen också ha tillhört kungens hird. Av hans verk har dock endast en halvstrof bevarats. Den finns inkluderad i Skáldskaparmál (29), därför att Snorre Sturlasson tyckte att den innehöll en intressant kenning för ”vintern”. Eftersom det i halvstrofen står att kungen under ormens sorg (=vintern) uppehöll sig i Trondheim, har man antagit att fragmentet härrör från det nu förlorade Sverre-kvädet.